# 旅スルおつかれ様〜ハーフタイムツアーズ〜
『旅スルおつかれ様～ハーフタイムツアーズ～』（たびするおつかれさま　はーふたいむつあーず）は、テレビ東京で2018年10月1日から2024年12月27日までの間、月 - 金曜日の8:00 - 8:15に放送されていたツアー紹介情報番組である。
2020年頃以降は『ハーフタイムツアーズ』として放送されているが、合わせて説明する。

## 概要
初期は、定年後、子育て後など人生に一区切りがついた人たちを「おつかれ様」と呼び、人生の後半戦への活力になる旅を体験する様子をバックグラウンドを交えながら追う形で紹介されていたが、だんだんと「おつかれ様」に該当しないゲストも出演するようになっていった。
2023年10月3日現在では、単にゲストのタレントなどがツアーに参加して紹介するだけの内容になっており（ゲストのことは番組初回出演時にプロフィールを軽く触れるのみ）、一般ツアー客が同行している場合が多い（過去未実施の新ツアーなど、一般ツアー客がいない撮影専用日程の場合もある。海外ツアーでは基本的にゲストはおらず一般ツアー客のみとなり、ナレーターの笹野高史をデフォルメしたキャラクターが映像に挿入されてナビゲートする形態を取る）。ツアー全行程紹介終了後の出演者とツアー客での記念撮影シーンで「おつかれ様！」とテロップが出される。
月1回、土曜日の昼に60分スペシャルが放送されている。また、BSテレビ東京でも不定期で放送されている。

### 番組内容
各種旅行ツアーを実際にゲストが参加し（実際のツアーは東京駅や羽田空港等東京都内を発着するが、特別列車に乗車するなど行き来の内容も含めてセールスポイントとなっているツアーでない限り基本的に現地でのみの映像となっている）、内容や感想をその場で伝えながら、合間に女性アナウンサーのナレーション付きでツアーの全体行程、募集期間や料金帯などを紹介している。同行しているツアー客にインタビューしたり、ゲストとツアー客がふれあう様子も流される。
概ね2回の放送に分けて全行程を紹介する（日帰りツアーなど1回で終わる場合もある）。
番組内で紹介したツアー（番組限定ツアーのほか、運営会社共通ツアーの場合がある）は実際に申し込み体験することができる。番組では無料パンフレットの申込受付を電話とインターネットで実施。ツアー運営は近鉄グループホールディングス傘下のクラブツーリズムが担当している。

### 番組終了
2024年12月27日の総集編を以て、番組は最終回となった。
2025年1月6日からは、後継番組となる「教えて!ツアーの達人」が放送されている。
ハーフタイムツアーズでの芸能人が実際にツアー参加するというスタイルから、“ツアーの達人”がオススメツアーを案内しながら、同行ディレクターが実際にツアー参加するスタイルに変更した以外は、実際にそのツアーの申し込み体験ができる、ツアー企画運営もクラブツーリズムのままであるなど、本番組の基本フォーマットが維持されている。

## 出演者
ゲスト出演者
- 第1回 / 第2回 … 「元銀座の女王　東京の秘境へ」蝶々 (エッセイスト)
- 第3回/ 第4回 … 「世界的な写真家が横須賀軍港をクルーズ」ハービー・山口
- 第5回 / 第6回 … 「フリーアナウンサーが秩父の霊場で読経初挑戦」堤信子
- 第7回 / 第8回 … 「言語学者　金田一秀穂が茨城四社参りへ」金田一秀穂
- 第9回 / 第10回 … 「笹野高史さんが移住？ 北九州市の暮らし体験ツアーへ」笹野高史
- 第11回 / 第12回 … 「泉麻人が東京再発見。品川街あるき」泉麻人

ほか、一般からもインターネットで出演者を募集している。
以降の出演者に関しては、基本的にこれまでの放送内容がハーフタイムツアーズ公式YouTubeチャンネルに全て投稿されていたが、放送終了に伴い削除されている。

## ナレーター
- 油井昌由樹
- 倉野麻里（テレビ東京アナウンサー）
- 松丸友紀（テレビ東京アナウンサー）2019年1月 -
- 秋元玲奈（テレビ東京アナウンサー）2019年4月 -
- 笹野高史 2020年4月 -